# Bettina Garrido
Hilda Beatriz Garrido nació en Tafí Viejo, 2 de marzo de 1951, es conocida como Bettina Garrido. Historiadora tucumana, Master en problemáticas de género, doctora en Historia, dedicada a la investigación del rol de las mujeres en la historia, a la docencia universitaria y de postgrado, a la redacción de artículos, libros e investigaciones. Activista por los derechos de las mujeres, diversidad sexual e identidades de género. Miembro fundadora y directora del Centro de Estudios Históricos e Interdisciplinarios sobre Mujeres (CEHIM) y miembro del INIHLEP en la Facultad de Filosofía y Letras de la Universidad Nacional de Tucumán.En donde continúa llevando adelante instancia de formación como el Doctorado de Estudios Sociales y Político Regionales.

## Biografía
Bettina nació en el departamento de Tafí Viejo, lugar conocido por los Talleres Ferroviarios, en donde cursó sus estudios primarios en el colegio religioso Nuestra señora de la Consolación ubicado en la misma ciudad. En secundaria se mudó a Buenos Aires donde completo su estudios en el Liceo Nacional N°11 Cornelio Saavedra. Para continuar con sus estudios universitarios regreso a la provincia que la vio nacer, se inscribió en la Facultad de Filosofía y Letras de la Universidad Nacional de Tucumán para cursar la Licenciatura en Historia. Luego de recibirse siguió profundizando su formación por medio de la investigación, redacción y publicación como docente de diferentes universidades. Integró del Consejo Directivo de la Facultad de Filosofía y Letras de la UNT.
Ejerce en la actualidad la función de Profesora Titular de la cátedra de Etnología en la carrera de Historia (UNT). También ejerce como profesora asociada en la cátedra de Antropología Social en la carrera de Ciencias de la Educación (UNT). Es fundadora del Centro de Estudios Históricos e Interdisciplinarios sobre Mujeres (CEHIM) donde sigue dirigiendo investigaciones y proyectos de voluntariado universitario.

## Trayectoria
Como historiadora Bettina inició su carrera en la facultad de Filosofía y Letras como docente de la Cátedra de Prehistoria. Desde su interés y preocupación por la visibilización del rol de las mujeres en la historia regional cofundó el Centro de Estudios Históricos e Interdisciplinarios sobre las Mujeres (CEHIM) desde la Facultad de Filosofía y Letras de la Universidad Nacional de Tucumán. Comenzó actividades que extendían la dialéctica universitaria a la comunidad, involucrando a profesionales y futuros profesionales con la investigación de los derechos de las mujeres y su rol social. En 1999 obtiene el Máster en Problemáticas de Género de la Maestría Poder y Sociedad desde Problemática del Género. Facultad de Humanidades y Artes, Universidad Nacional de Rosario.
Junto a otros profesionales inicia el Centro de Estudios Históricos e Interdisciplinarios sobre las Mujeres (CEHIM). Como directora del CEHIM realizó diversas acciones para la dar cuenta de los motivos por los cuales las mujeres aparecen poco representadas en la historia, buscando visibilizarlas para lo cual impulsó eventos académicos que promovieran la perspectiva de género en el ámbito académico organizando las I, II y III Jornadas Nacionales de Historia de las Mujeres. 
La consolidación de la revista "Temas de Mujeres", se convirtió en un espacio para la publicación de las investigaciones realizadas por ella, sus colegas y estudiantes. Ha participado o generado proyectos de investigación siempre orientados a las problemáticas de las mujeres y problemáticas de géneros, como ser Mujeres y Trabajo en el área de Trancas (2006) y la  muestra de fotos  "Mujeres en el bicentenario".
Trabajó en capacitación, en conjunto con el INADI (2012 - 2015), el Colegio de Abogados de Tucumán, Hospital del Este Eva Perón, con la Red de Investigación Historia de las Mujeres de América Latina (CEHMAL, Perú), con la Red Interamericana de Formación y Desarrollo (Colegio de las Américas, OUI. Canadá), con el Museo de la Mujer (Buenos Aires, República Argentina) y con periodistas de distintas plataformas. También trabajó como entidad evaluadora con el Consorcio de Derechos Sexuales y Reproductivos (CoNDeRS), haciendo monitoreos de proyectos financiados por el Consejo Nacional de las Mujeres. En proyectos de voluntariado convocados por la secretaria de Políticas Universitarias de la Nación.  Cuenta además con publicaciones en la revista "GenEros" de la Universidad de Colima, en la revista "La Tucumanita" y en la Pontificia Universidad Javeriana de Colombia, entre otras.
Es vicedirectora del Doctorado en Ciencias Sociales de la Facultad de Filosofía y Letras de la Universidad Nacional de Tucumán, fue directora del departamento de historia en dos periodos (2003 - 2005 / 2005 - 2007), de numerosos comités académicos.  Desde 2016 integra el Espacio sobre Formación y Capacitación en Violencia de Género de la Facultad de Filosofía y Letras de la Universidad Nacional de Tucumán. Integrante de la Comisión Directiva de la Asociación Argentina para la Investigación en Historia de las Mujeres y Estudios de Género desde 2017.

## Legado
Desde su militancia e investigación realizó un significativo aporte en la visibilización de la temática del género y los derechos de las mujeres. Ha conducido proyectos de investigación universitarios y ha publicado numerosos libros y artículos con aportes a la problemática de género, diversidad sexual, identidades de género y derechos humanos.